# الفبای گرانتا
الفبای گرانتا (تامیلی: கிரந்த எழுத்து) یک الفبای هندی است که طی قرن‌های ششم تا بیستم میلادی توسط گویشوران تامیل و مالایام در جنوب هند به خصوص در تامیل نادو و کرالا مورد استفاده است.